# Ivar Ekströmer
Carl Ivar Ekströmer i riksdagen kallad Ekströmer i Klavreström, född 5 juni 1880 i Högsby socken, Kalmar län, död 28 mars 1958 i Nottebäcks församling, Kronobergs län, var en svensk bruksägare och riksdagsman (högerpolitiker).
Ekströmer tjänstgjorde inledningsvis som jurist i departementen. 1905 övertog han faderns bruk Klavreström. Han var ledamot av riksdagens första kammare från 1936, invald i Kronobergs läns och Hallands läns valkrets. I riksdagen skrev han 30 egna motioner bland annat om jordbrukets och näringslivets problem. En motion gällde införande av kyrkofullmäktige i församlingar med över 1 500 innevånare.